# Жукова, Маргарита Георгиевна
Маргарита Георгиевна Жукова (1929—2010) — советский и российский работник образования и общественный деятель. Дочь Георгия Константиновича Жукова. Возглавляла фонд «Маршал Жуков».
Член Союза журналистов России, автор множества публикаций о Г. К. Жукове, совершила более 300 поездок по России, СНГ и дальнему зарубежью с выступлениями о своём отце.

## Биография
Родилась 6 июня 1929 года в Минске. Мать — Мария Николаевна Волохова (1897—1983), отец — Георгий Константинович Жуков (в брак не вступали, но оба указаны в свидетельстве о рождении дочери).
В 1948 году поступила на юридический факультет Московского государственного университета. В 1953 году окончила обучение в МГУ и одновременно — школу при МГУ по подготовке преподавателей политэкономии. Была по распределению направлена преподавателем на кафедру политической экономии в Московский энергетический институт. Её стаж работы составил 35 лет: 9 лет в Московском энергетическом и 26 лет в Московском металлургическом (ныне Московский государственный вечерний металлургический) институтах, доцент. С 1963 года являлась членом Всесоюзного общества «Знание».
С 1974 года Маргарита Георгиевна занималась военно-патриотической работой. В августе 1993 года на учредительном собрании была избрана президентом фонда «Маршал Жуков» (позже — председатель Межрегионального общественного благотворительного Фонда ветеранов войны и труда, пенсионеров, инвалидов и других категорий населения им. маршала Жукова). Была лидером движения «Россия и Жизнь».
В 1994 году участвовала в православной паломнической миссии на парусном фрегате «Дружба», где рассказывала о своём отце.
Позировала скульптору Вячеславу Клыкову при создании памятника Г. К. Жукову на Манежной площади в Москве.
В ноябре 1999 года была зарегистрирована кандидатом в депутаты Государственной думы третьего созыва по Мытищинскому избирательному округу как независимый кандидат.
Награждена медалью «За освоение целинных земель» и нагрудным знаком «Дорогой славы отцов». Лауреат Государственной премии Российской Федерации имени Маршала Советского Союза Г. К. Жукова.
Умерла 13 мая 2010 года в Москве. Похоронена на Донском кладбище.